# Tùng Phan
Tùng Phan (chữ Tạng chuyển tự: zung-chu, chữ Hán giản thể: 松潘县, âm Hán Việt: Tùng Phan huyện) là một huyện thuộc châu tự trị A Bá, tỉnh Tứ Xuyên, Cộng hòa Nhân dân Trung Hoa. Huyện này có diện tích 8.486 km², dân số năm 2002 là 67.972 người, chủ yếu là dân tộc Tạng, Hán, Hồi và Khương. Huyện Tùng Phan giá với: Bình Vũ (đông), Mậu (nam), đông nam giáp Bắc Xuyên, tây nam giáp Hồng Nguyên và Hắc Thủy, bắc giáp Cửu Trại Câu, Nhược Nhĩ Cái. Đây là một huyện có nghề chăn nuôi, nông nghiệp. Phong cảnh ở đây có khu danh thắng phong cảnh Hoàng Long. Huyện lỵ đóng ở trấn Tiến An.